# Políptico

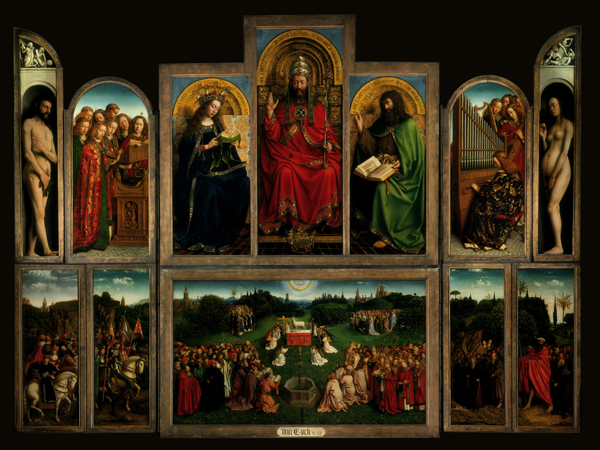
Políptico da adoração do Cordeiro Místico de Jan Van Eyck

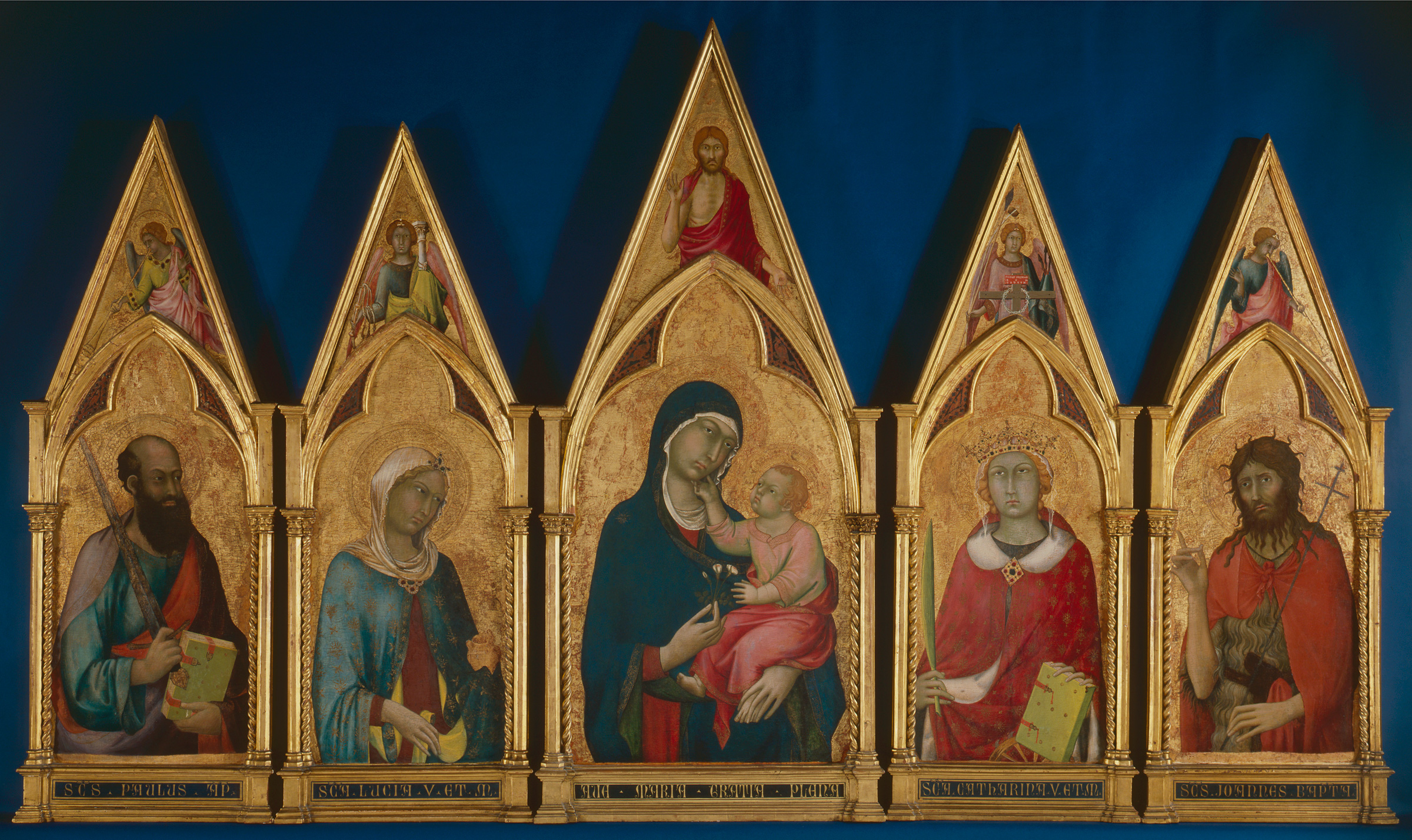
Virgem com o Menino e Santos (Políptico de Boston) de Simone Martini

Políptico (do grego polýs- "numeroso" + ptýx "dobra; prega") é um retábulo composto por painéis fixos ou móveis, que completam uma unidade ou formam um conjunto subordinado sobre um mesmo tema.
Os polípticos são montados em uma estrutura, que pode ser composta por pequenos painéis, e em alguns casos conter cenas narrativas. A maioria dos polípticos foi separada e distribuída entre vários museus e galerias.
Um dos mais conhecidos, em Portugal, é o chamado de "Painéis de São Vicente de Fora".